# José Sánchez Gómez

José Sánchez Gómez [seudónimo periodístico: El Timbalero] (Salamanca, Región Leonesa, 1884-21 de diciembre de 1936) fue un político y periodista español.
Militante de las Juventudes Socialistas en sus primeros años, posteriormente se inclinó hacia el azañismo integrándose en Acción Republicana, de la que fue vicepresidente en la provincia de Salamanca en 1933. Fue redactor y cronista taurino de El Adelanto. Tras el golpe de Estado de julio de 1936 que dio lugar a la Guerra Civil, fue detenido el 21 de julio y trasladado a la prisión provincial de Salamanca. El 21 de diciembre fue sacado de prisión y ejecutado sin juicio previo en el monte La Orbada. 
Según el líder socialista Indalecio Prieto su «crimen» no fue otro que ser amigo suyo.